# 今治圏
今治圏（いまばりけん）は、愛媛県が定めた愛媛県今治市を中心とする中心圏域区分。今治市、越智郡上島町を範囲とする。

## 都市圏

### 「10% 都市圏（通勤圏）」
今治市を中心とする都市雇用圏（10% 通勤圏）の人口は約17万人（2010年国勢調査基準）。一般的な都市圏の定義については都市圏を参照のこと。
都市雇用圏（10% 通勤圏）の変遷
- 10% 通勤圏に入っていない自治体は、各統計年の欄で灰色かつ「-」で示す。

| 自治体 ('80) | 1980年                 | 1990年                 | 1995年                 | 2000年                 | 2005年                 | 2010年                 | 自治体 （現在） |
| ------------ | ---------------------- | ---------------------- | ---------------------- | ---------------------- | ---------------------- | ---------------------- | --------------- |
| 今治市       | 今治 都市圏 16万3548人 | 今治 都市圏 16万7481人 | 今治 都市圏 15万8247人 | 今治 都市圏 16万0220人 | 今治 都市圏 17万3983人 | 今治 都市圏 16万6532人 | 今治市          |
| 朝倉村       | 今治 都市圏 16万3548人 | 今治 都市圏 16万7481人 | 今治 都市圏 15万8247人 | 今治 都市圏 16万0220人 | 今治 都市圏 17万3983人 | 今治 都市圏 16万6532人 | 今治市          |
| 玉川町       | 今治 都市圏 16万3548人 | 今治 都市圏 16万7481人 | 今治 都市圏 15万8247人 | 今治 都市圏 16万0220人 | 今治 都市圏 17万3983人 | 今治 都市圏 16万6532人 | 今治市          |
| 波方町       | 今治 都市圏 16万3548人 | 今治 都市圏 16万7481人 | 今治 都市圏 15万8247人 | 今治 都市圏 16万0220人 | 今治 都市圏 17万3983人 | 今治 都市圏 16万6532人 | 今治市          |
| 大西町       | 今治 都市圏 16万3548人 | 今治 都市圏 16万7481人 | 今治 都市圏 15万8247人 | 今治 都市圏 16万0220人 | 今治 都市圏 17万3983人 | 今治 都市圏 16万6532人 | 今治市          |
| 菊間町       | 今治 都市圏 16万3548人 | 今治 都市圏 16万7481人 | 今治 都市圏 15万8247人 | 今治 都市圏 16万0220人 | 今治 都市圏 17万3983人 | 今治 都市圏 16万6532人 | 今治市          |
| 吉海町       | -                      | 今治 都市圏 16万7481人 | 今治 都市圏 15万8247人 | 今治 都市圏 16万0220人 | 今治 都市圏 17万3983人 | 今治 都市圏 16万6532人 | 今治市          |
| 宮窪町       | -                      | -                      | -                      | -                      | 今治 都市圏 17万3983人 | 今治 都市圏 16万6532人 | 今治市          |
| 伯方町       | -                      | -                      | -                      | -                      | 今治 都市圏 17万3983人 | 今治 都市圏 16万6532人 | 今治市          |
| 上浦町       | -                      | -                      | -                      | -                      | 今治 都市圏 17万3983人 | 今治 都市圏 16万6532人 | 今治市          |
| 大三島町     | -                      | -                      | -                      | -                      | 今治 都市圏 17万3983人 | 今治 都市圏 16万6532人 | 今治市          |
| 関前村       | -                      | -                      | -                      | -                      | 今治 都市圏 17万3983人 | 今治 都市圏 16万6532人 | 今治市          |
| 弓削町       | 因島 都市圏            | 因島 都市圏            | 因島 都市圏            | 因島 都市圏            | 因島 都市圏            | 尾道 都市圏            | 上島町          |
| 生名村       | 因島 都市圏            | 因島 都市圏            | 因島 都市圏            | 因島 都市圏            | 因島 都市圏            | 尾道 都市圏            | 上島町          |
| 岩城村       | 因島 都市圏            | -                      | -                      | -                      | 因島 都市圏            | 尾道 都市圏            | 上島町          |
| 魚島村       | -                      | -                      | -                      | -                      | 因島 都市圏            | 尾道 都市圏            | 上島町          |

- 2004年10月1日：弓削町、生名村、岩城村、魚島村が新設合併して上島町が発足。
- 2005年1月16日：（旧）今治市、朝倉村、玉川町、波方町、大西町、菊間町、吉海町、宮窪町、伯方町、上浦町、大三島町、関前村が新設合併し、新市制による今治市が発足。

### 行政の取り組み
今治市は、広域的な市町村の合併を経た市に関する特例により中心市宣言を行い、1市で今治市定住自立圏を形成している。

## 産業

### 本社を置く主要企業
- 今治造船（造船）
- 日本食研（たれ等の調味料製造）
- ハリソン東芝ライティング（東芝のグループ会社、自動車用のライトなどの製造）
- 四国ガス（ガス会社）
- 檜垣造船（造船）
- 浅川造船（造船）
- 山中造船（造船）
- 伯方塩業（塩の製造）
- 今治デパート（小売業）
- 四国通建（建設業、情報通信業）
- 瀬戸内運輸（バス会社）
- 瀬戸内海交通（バス会社）
- 瀬戸内しまなみリーディング（バス会社）
- 四国開発フェリー（フェリー会社）
- 田窪工業所（ストックハウスなどの製造）
- 潮冷熱（船舶用の機械等の製造）
- BEMAC（船舶用の機械等の製造）
- 一広（タオル製造）
- セトウチデリカ（弁当･惣菜の製造）

### 工場・事業所を置く主要企業
- 新来島どっく
- 太陽石油
- 住友金属鉱山
- 吉野石膏

### 農林水産業
みかんなどの柑橘類の栽培が広く栽培されている他、裸麦やれんこん、レモンなど地域によって様々な農作物が栽培されている。また来島海峡の豊かな漁場に恵まれ水産業も盛んに行われており、鯛やきすなど様々な魚介類に恵まれている。

### 製造業
今治圏内では造船が広く行われており、今治市の波止浜地区、大西地区、伯方地区や上島町の岩城地区などに造船所が立地している。造船に関連し造船用の鉄板加工や機械などの工場も多く立地している。また今治市では日本一の生産量を誇るタオルの他、電機や食品、石油化学も盛んである。

### 小売業
ほとんどの大型店が旧今治地域に集中しており、フジグラン、ワールドプラザ、サティなどの大型店が立地する。また島部では農協や生協が展開されている。

### 運輸業
今治市の波方地域では船主が多く、今治市では造船や造船関連産業も合わせた海事都市の推進を積極的に進めており、見本市や船舶の寄港イベントなどを行っている。

## 行政

### 県出先機関
- 愛媛県東予地方局今治支局

## 教育

### 大学･短期大学
- 岡山理科大学今治キャンパス（獣医学部)
- 国立波方海上技術短期大学校
- 今治明徳短期大学

### 高等専門学校
- 国立弓削商船高等専門学校

### 高等学校
- 愛媛県立今治北高等学校
  - 愛媛県立今治北高等学校大三島分校
- 愛媛県立今治工業高等学校
- 愛媛県立今治西高等学校
  - 愛媛県立今治西高等学校伯方分校
- 愛媛県立今治南高等学校
  - 愛媛県立今治南高等学校大島分校(廃校)
- 愛媛県立弓削高等学校
- 今治精華高等学校
- 今治明徳高等学校
  - 今治明徳高等学校矢田分校
- 日本ウェルネス高等学校

## 主な交通機関

### 鉄道
- JR四国 予讃線

### 道路
- 高速道路
  - 西瀬戸自動車道
  - 今治小松自動車道
- 国道
  - 国道196号
  - 国道317号

### 港湾
- 重要港湾
  - 今治港

### バス
- 路線バス
  - 瀬戸内運輸
  - 瀬戸内海交通
  - 上島町有バス